# Schwielochsee (lago)
Lo Schwielochsee (in basso sorabo Gójacki jazor) è un lago sito nel territorio dell'omonimo comune, nel Land tedesco del Brandeburgo.